# Minduri
Minduri är en kommun i Brasilien.   Den ligger i delstaten Minas Gerais, i den sydöstra delen av landet, 700 km sydost om huvudstaden Brasília. Antalet invånare är 3 840.
Omgivningarna runt Minduri är huvudsakligen savann. Runt Minduri är det glesbefolkat, med 12 invånare per kvadratkilometer.